# Laurance Rockefeller

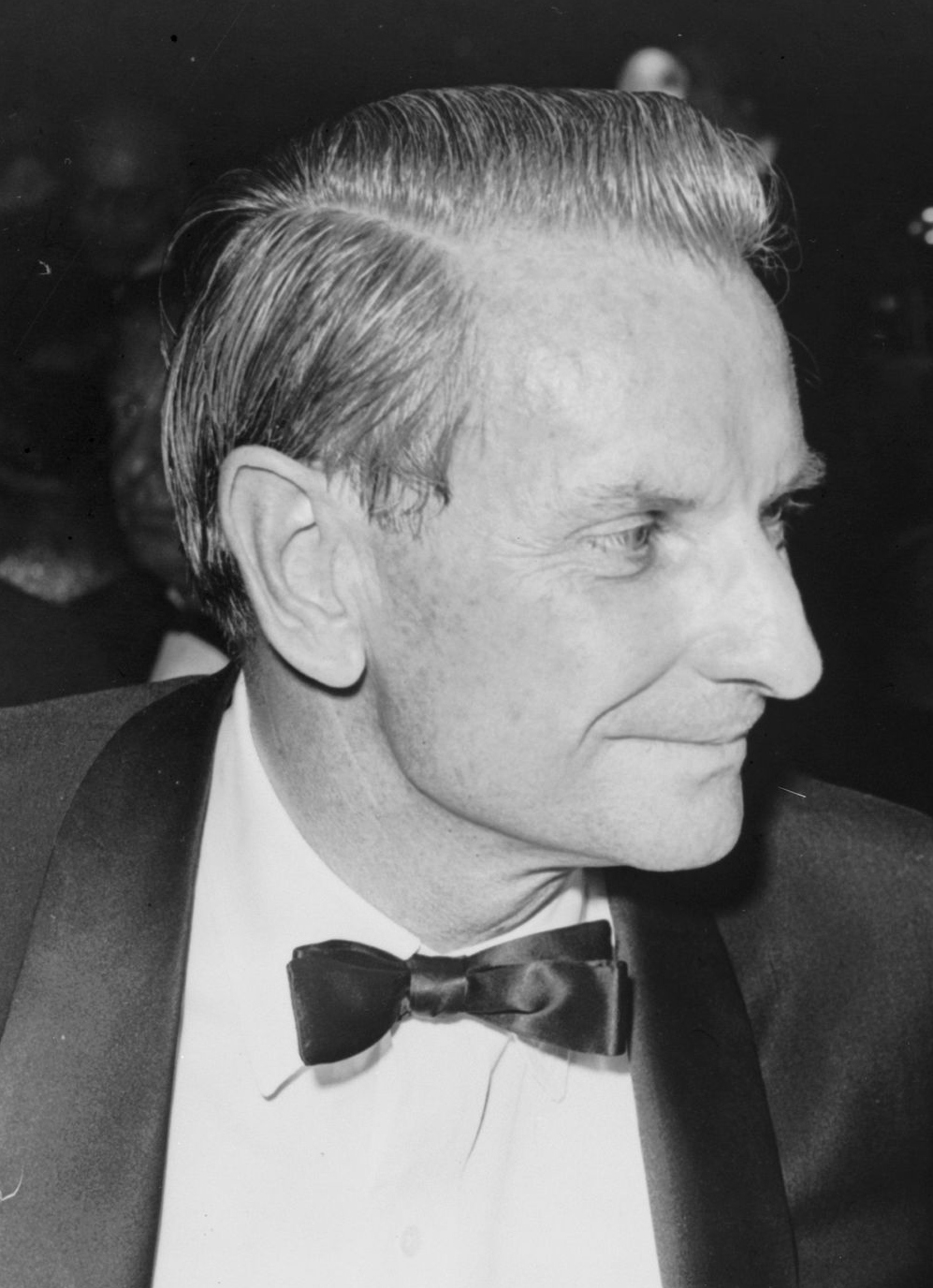
Laurance (1965)

Laurance Spelman Rockefeller (* 26. Mai 1910 in New York City; † 11. Juli 2004 ebenda) war ein US-amerikanischer Milliardär und Mäzen.

## Leben
Laurance Rockefeller war das vierte von sechs Kindern von John D. Rockefeller II. (1874–1960) und Abby Aldrich Rockefeller (1874–1948), sowie der Enkel des US-Milliardärs John D. Rockefeller (1839–1937).
Laurance investierte sein ererbtes Geld und schuf sich ein eigenes Industrieimperium. So gründete er den ITEK-Konzern, war am Aufbau der Eastern Air Lines beteiligt und finanzierte McDonnell beim Aufbau seines Flugzeugkonzerns.
In den 1950er-Jahren zog er sich aus der Industrie weitgehend zurück und investierte in die Tourismusbranche. So baute er u. a. die Rock Resorts, exklusive Wohnanlagen in der Karibik und Hawaii. Er kaufte 1956 große Gebiete der Insel Saint John (Amerikanische Jungferninseln).
Mit seinem umfangreichen Vermögen setzte sich der Unternehmer vor allem für Umweltschutz, Ökologie und medizinische Forschung ein. So kaufte er mit seinem Vermögen Landflächen auf, die er zur Vergrößerung von Naturparks in den Staaten Wyoming, Kalifornien, Vermont, Maine und Hawaii stiftete. Seit Ende der 1930er-Jahre war er an der Wall Street als Investor tätig.
Rockefeller hatte auch großes Interesse an UFOs und damit im Zusammenhang stehenden Phänomenen. So finanzierte er Forschungsgruppen zu dem Thema. Es ist ebenfalls bekannt, dass Rockefeller zur Amtszeit von US-Präsident Bill Clinton mit ihm und seiner Frau Hillary Clinton zum Thema UFOs in Kontakt stand und versuchte die Freigabe von vermeintlich geheimen Dokumenten zu erwirken.
Laurance Rockefeller starb im Alter von 94 Jahren in seiner New Yorker Wohnung an einer Lungenfibrose.

## Familie
Laurance Rockefeller war verheiratet mit Mary French (1910–1996), einer Enkelin des Eisenbahntycoons Frederick H. Billings. Sie war Mäzenin der Young Women’s Christian Association, Treuhänderin des Spelman College, Treuhänderin des Whitney Museum of American Art und stiftete 1992 den Marsh-Billings-Rockefeller National Historical Park in Vermont.
Kinder:
- Laurance Rockefeller (* 1944), Umweltschutzexperte, Rechtsanwalt

- Lucy Rockefeller Waletzky (* 1941), Ärztin, im Vorstand der Rockefeller State Park Preserve, des Memorial Sloan Kettering Cancer Center und des International Center for the Disabled, Mitbegründerin des Medical Illness Counseling Center

- Marion Rockefeller Weber (* 1938), Biologin, Malerin

- Laura Rockefeller Chasin (* 1936), Psychologin

## Stiftungen
Bedeutende Stiftungen waren unter anderem 36 Mio. $ für Memorial Sloan-Kettering und 21 Mio. $ für die Princeton University. Bis Ende 1988 stiftete er über 385 Mio. $.
- 1968: 300 Mio. $ Vermögen (Fortune Magazine)
- 2002: 1,5 Mrd. $ Vermögen (FORBES)